# Liste des satellites français
La liste des satellites français présente les principales caractéristiques des engins spatiaux développés dans le cadre du programme spatial français.
Cette liste inclut les satellites développés dans le cadre de coopération bilatérales avec d'autres pays. Elle ne comprend pas les participations minoritaires à des missions spatiales notamment toutes les missions développées dans le cadre du programme de l'Agence spatiale européenne, ainsi que les satellites de télécommunications commerciaux (Eutelsat, ...) et les CubeSats.

## Missions lancées
| Satellite       | Date lancement | Lanceur                                             | Base lancement | Type                            | Mission                                           | Masse                           | Orbite                                                                                        | Identifiant COSPAR            | Opérateur (s)                    | Constructeur                                 | Autre caractéristique Référence                                                                                         |
| --------------- | -------------- | --------------------------------------------------- | -------------- | ------------------------------- | ------------------------------------------------- | ------------------------------- | --------------------------------------------------------------------------------------------- | ----------------------------- | -------------------------------- | -------------------------------------------- | --- |
| Astérix         | 26/11/1965     | Diamant-A                                           | Hammaguir      | Satellite expérimental          |                                                   | 42 kg                           | 527 km × 1 697 km, 34,3°                                                                      | 1965-096A                     | CNES                             |                                              | Premier satellite artificiel français                                                                                   |
| FR-1            | 06/12/1965     | Scout-X4                                            | Vandenberg     | Satellite scientifique          | Étude magnétosphère et ionosphère                 | 42 kg                           | 527 km × 1 697 km, 34,3°                                                                      | 1965-101A                     | CNES                             |                                              | |
| Diapason        | 17/02/1966     | Diamant-A                                           | Hammaguir      | Satellite scientifique          | Géodésie                                          | 18,5 kg                         | 502 km × 2 484 km, 34,1°                                                                      | 1966-013A                     | CNES                             |                                              | |
| Diadème 1       | 08/02/1967     | Diamant-A                                           | Hammaguir      | Satellite scientifique          | Géodésie                                          | 23 kg                           | 569 km × 1 350 km, 39,98°                                                                     | 1967-011A                     | CNES                             |                                              | |
| Diadème 2       | 15/02/1967     | Diamant-A                                           | Hammaguir      | Satellite scientifique          | Géodésie                                          | 23 kg                           | 591 km × 1 881 km, 39,45°                                                                     | 1967-014A                     | CNES                             |                                              | |
| PEOLE           | 24/12/1970     | Diamant-B                                           | Kourou         | Satellite expérimental          | Tests de télécommunications                       | 70 kg                           | 516 × 748 km                                                                                  | 1970-109A                     | CNES                             |                                              | |
| Tournesol       | 15/04/1971     | Diamant-B                                           | Kourou         | Satellite scientifique          | Astronomie                                        | 96 kg                           | 456 km × 702 km                                                                               | 1971-030A                     | CNES                             |                                              | |
| Auréole 1       | 27/12/1971     | Cosmos-3M                                           | Plessetsk      | Satellite scientifique          | Étude des aurores polaires                        | 348 kg                          | 2 500 × 410 km, 74°                                                                           | 1971-119A                     | CNES                             | Iouzhnoïe                                    | |
| Polaire         | 05/12/1971     | Diamant-B                                           | Kourou         | Satellite scientifique          | Astronomie                                        | 96 kg                           |                                                                                               |                               | CNES                             |                                              | Échec du lancement |
| SRET 1          | 04/04/1972     | Molnia-M                                            | Plessetsk      | Satellite expérimental          | Évaluation cellules solaires                      | 16 kg                           | 545 km × 46 250 km                                                                            | 1972-025B                     | CNES                             |                                              | |
| Castor          | 21/05/1973     | Diamant-B                                           | Kourou         | Satellite scientifique          | Étude de la haute atmosphère                      | 76 kg                           |                                                                                               |                               | CNES                             |                                              | Échec du lancement |
| Pollux          | 21/05/1973     | Diamant-B                                           | Kourou         | Satellite expérimental          | Test système de propulsion                        | 38 kg                           |                                                                                               |                               | CNES                             |                                              | Échec du lancement |
| Auréole 2       | 26/12/1973     | Cosmos-3M                                           | Plessetsk      | Satellite scientifique          | Étude des aurores polaires                        | 348 kg                          | 2 500 × 410 km, 74°                                                                           | 1973-107A                     | CNES                             | Iouzhnoïe                                    | |
| Symphonie 1     | 19/12/1974     | Delta 2914                                          | Cape Canaveral | Satellite de télécommunications |                                                   | 400 kg                          | orbite géostationnaire                                                                        | 1974-101A                     | CNES DFVLR                       | Aerospatiale, CIFAS                          | |
| Starlette       | 06/02/1975     | Diamant-BP4                                         | Kourou         | Satellite scientifique          | Géodésie                                          | 47 kg                           | 806 km × 1 108 km, 49,82°                                                                     | 1975-010A                     | CNES                             |                                              | |
| Castor          | 17/05/1975     | Diamant-BP4                                         | Kourou         | Satellite scientifique          | Étude de la haute atmosphère                      | 76 kg                           | 272 km × 1 271 km, 29,9°                                                                      | 1975-039B                     | CNES                             |                                              | Échec du lancement |
| SRET 2          | 05/06/1975     | Molnia-M                                            | Plessetsk      | Satellite expérimental          | Évaluation système de régulation thermique        | 30 kg                           | 545 km × 46 250 km                                                                            | 1975-049B                     | CNES                             |                                              | |
| Pollux          | 17/05/1975     | Diamant-BP4                                         | Kourou         | Satellite expérimental          | Test système de propulsion                        | 38 kg                           | 299 km × 1 258 km, 30°                                                                        | 1975-039A                     | CNES                             |                                              | |
| Symphonie 2     | 27/08/1975     | Delta 2914                                          | Cape Canaveral | Satellite de télécommunications |                                                   | 400 kg                          | orbite géostationnaire                                                                        | 1975-077A                     | CNES DFVLR                       | Aerospatiale, CIFAS                          | |
| Aura            | 27/09/1975     | Diamant-BP4                                         | Kourou         | Satellite scientifique          | Rayonnement ultraviolet                           | 107 kg                          | 501 km × 711 km, 37,1°                                                                        | 1975-092A                     | CNES                             |                                              | |
| Signe 3         | 17/06/1977     | Cosmos-3M                                           | Kapoustine Iar | Satellite scientifique          | Rayonnement ultraviolet et gamma                  | 102 kg                          | 458 km × 517 km, 50,6°                                                                        | 1977-049A                     | CNES                             |                                              | |
| Auréole 3       | 21/9/1981      | Tsiklon-3                                           | Plessetsk      | Satellite scientifique          | Étude de la magnétosphère et de l'ionosphère      | 1 030 kg                        | 380 km × 1 920 km, 82,6°                                                                      | 1981-094A                     | CNES                             | Iouzhnoïe                                    | |
| Thésée          | 20/12/1981     | Ariane L04 (voir également Liste des vols d'Ariane) | Kourou         | Satellite scientifique amateur  | Étude de l'ionosphère                             | 39 kg (dont 21 kg de batteries) | Orbite de transfert géostationnaire (périgée 200 km, Apogée 35 998,5 km, Inclinaison 10,503°) |                               | CNES                             | GAREF AEROSPATIAL                            | Première expérience satellisée et réalisée par de jeunes scientifiques amateurs Français lauréats du concours ARIANE-80 |
| Telecom 1A      | 04/08/1984     | Ariane 3                                            | Kourou         | Satellite de télécommunications | Usage civil et militaire                          | 1 200 kg                        | orbite géostationnaire                                                                        | 1984-081B                     | CNES , DGA , France Telecom      | BAe                                          | Désignation militaire Syracuse 1A                                                                                       |
| Telecom 1B      | 08/05/1985     | Ariane 3                                            | Kourou         | Satellite de télécommunications | Usage civil et militaire                          | 1 200 kg                        | orbite géostationnaire                                                                        | 1985-035B                     | CNES , DGA , France Telecom      | BAe                                          | Désignation militaire Syracuse 1B                                                                                       |
| SPOT 1          | 22/02/1986     | Ariane 1                                            | Kourou         | Observation de la Terre         | Imagerie satellite                                | 1750 kg                         | 815 km × 830 km, 98,7°                                                                        | 1986-019A                     | CNES                             |                                              | |
| Telecom 1C      | 11/03/1988     | Ariane 3                                            | Kourou         | Satellite de télécommunications | Usage civil et militaire                          | 1 200 kg                        | orbite géostationnaire                                                                        | 1988-018B                     | CNES , DGA , France Telecom      | BAe                                          | Désignation militaire Syracuse 1C                                                                                       |
| TDF-1           | 28/10/1988     | Ariane 2                                            | Kourou         | Satellite de télécommunications |                                                   | 2 136 kg                        | orbite géostationnaire                                                                        | 1988-098A                     | CNES , TDF                       | Aérospatiale                                 | |
| SPOT 2          | 22/01/1990     | Ariane 4                                            | Kourou         | Observation de la Terre         | Imagerie satellite                                | 1 870 kg                        | 802 km × 830 km, 98,7°                                                                        | 1990-005A                     | CNES                             |                                              | |
| TDF-2           | 24/7/1990      | Ariane 40                                           | Kourou         | Satellite de télécommunications |                                                   | 2 136 kg                        | orbite géostationnaire                                                                        | 1990-063A                     | CNES , TDF                       | Aérospatiale                                 | |
| SARA            | 17/07/1991     | Ariane 4                                            | Kourou         | Satellite scientifique          | Radioastronomie                                   | 26 kg                           | 769 km × 776 km, 98,5°                                                                        | 1991-050E                     | CNES                             | ESIEESPACE                                   | |
| Telecom 2A      | 16/12/1991     | Ariane 4                                            | Kourou         | Satellite de télécommunications | Usage civil et militaire                          | 2 275 kg                        | orbite géostationnaire                                                                        | 1991-084A                     | CNES , DGA , France Telecom      | Matra Marconi                                | Désignation militaire Syracuse 2A                                                                                       |
| Telecom 2B      | 15/04/1992     | Ariane 4                                            | Kourou         | Satellite de télécommunications | Usage civil et militaire                          | 2 275 kg                        | orbite géostationnaire                                                                        | 1991-084A                     | CNES , DGA , France Telecom      | Matra Marconi                                | Désignation militaire Syracuse 2B                                                                                       |
| TOPEX/Poseidon  | 10/08/1992     | Ariane 42P                                          | Kourou         | Observation de la Terre         | Altimétrie océanographique                        | 2 402 kg                        | 1 331 km × 1 344 km, 66°                                                                      | 1992-052A                     | CNES, NASA                       |                                              | |
| S80/T           | 10/08/1992     | Ariane 42P                                          | Kourou         | Satellite expérimental          | Test d'un répéteur expérimental                   | 50 kg                           | orbite héliosynchrone                                                                         | 1992-052C                     | CNES                             | Matra Marconi Space SSTL                     | |
| ARSENE          | 12/05/1993     | Ariane 42L                                          | Kourou         | Satellite de télécommunications | Télécommunications radio-amateur                  | 154 kg                          | 17 200 × 36 830 km                                                                            | 1993-031B                     | CNES                             |                                              | |
| SPOT 3          | 26/09/1993     | Ariane 4                                            | Kourou         | Observation de la Terre         | Imagerie satellite                                | 1 907 kg                        | 819 km × 846 km, 98,6°                                                                        | 1993-061A                     | CNES                             |                                              | |
| Stella          | 26/09/1993     | Ariane 4                                            | Kourou         | Satellite scientifique          | Géodésie                                          | 47 kg                           | 798 km × 805 km, 98,68°                                                                       | 1993-061B                     | CNES                             |                                              | |
| Helios 1A       | 7/07/1995      | Ariane 4                                            | Kourou         | Satellite militaire             | Reconnaissance optique                            | 2 537 kg                        | 680 km × 682 km, 98,1°                                                                        | 1995-033A                     | CNES , DGA                       | Aérospatiale, Matra Marconi                  | |
| Cerise          | 7/07/1995      | Ariane 4                                            | Kourou         | Satellite militaire             | Satellite d'écoute électronique                   | 50 kg                           |                                                                                               | 1995-033B                     | CNES , DGA                       | Alcatel Espace SSTL                          | Satellite expérimental                                                                                                  |
| Telecom 2C      | 6/12/1995      | Ariane 4                                            | Kourou         | Satellite de télécommunications | Usage civil et militaire                          | 2 275 kg                        | orbite géostationnaire                                                                        | 1995-067A                     | CNES , DGA , France Telecom      | Matra Marconi                                | Désignation militaire Syracuse 2C                                                                                       |
| Telecom 2D      | 8/08/1996      | Ariane 4                                            | Kourou         | Satellite de télécommunications | Usage civil et militaire                          | 2 275 kg                        | orbite géostationnaire                                                                        | 1996-044B                     | CNES , DGA , France Telecom      | Matra Marconi                                | Désignation militaire Syracuse 2D                                                                                       |
| SPOT 4          | 24/03/1998     | Ariane 4                                            | Kourou         | Observation de la Terre         | Imagerie satellite                                | 2 755 kg                        |                                                                                               | 1998-017A                     | CNES                             |                                              | |
| Helios 1B       | 3/12/1999      | Ariane 4                                            | Kourou         | Satellite militaire             | Reconnaissance optique                            | 2 537 kg                        | 680 km × 682 km, 98,2°                                                                        | 1999-064A                     | CNES , DGA                       | Aérospatiale, Matra Marconi                  | |
| Cerise          | 3/12/1999      | Ariane 4                                            | Kourou         | Satellite militaire             | Satellite d'écoute électronique                   | 50 kg                           |                                                                                               | 1999-064B                     | CNES , DGA                       | Alcatel Espace SSTL                          | Satellite expérimental                                                                                                  |
| Jason-1         | 07/12/2001     | Delta II 7320-10C                                   | Vandenberg     | Observation de la Terre         | Altimétrie océanographique                        | 500 kg                          | 1336 km × 1336 km, 66°                                                                        | 2001-055A                     | CNES, NASA                       |                                              | [ 1 ] |
| SPOT 5          | 4/05/2002      | Ariane 4                                            | Kourou         | Observation de la Terre         | Imagerie satellite                                | 3 085 kg                        |                                                                                               | 2002-021A                     | CNES                             |                                              | |
| STENTOR         | 11/12/2002     | Ariane 5 ECA                                        | Kourou         | Satellite expérimental          | Test systèmes de télécommunications expérimentaux | 2 080 kg                        |                                                                                               |                               | CNES France Telecom DGA          | Alcatel Space MMS                            | Échec du lancement |
| DEMETER         | 29/06/2004     | Dnepr                                               | Baïkonour      | Satellite scientifique          | Mesure des effets des secousses sismiques         | 125 kg                          | 710 km                                                                                        | 2004-025C                     | CNES                             |                                              | |
| Helios 2A       | 18/12/2004     | Ariane 5 G+                                         | Kourou         | Satellite militaire             | Reconnaissance optique                            | 4 200 kg                        |                                                                                               | 2004-049A                     | CNES, DGA                        | EADS Astrium                                 | |
| PARASOL         | 18/12/2004     | Ariane 5 G+                                         | Kourou         | Observation de la Terre         | Étude impact radiatif nuages et aérosols          | 120 kg                          | 750 km, 98,2°                                                                                 | 2004-049G                     | CNES                             |                                              | [ 2 ] |
| Essaim          | 18/12/2004     | Ariane 5 G+                                         | Kourou         | Satellite militaire             | Satellite d'écoute électronique                   | 4 × 120 kg                      |                                                                                               | 2004-049C                     | CNES, DGA                        | EADS Astrium                                 | Satellite expérimental (x4)                                                                                             |
| Syracuse 3A     | 13/10/2005     | Ariane 5 GS                                         | Kourou         | Satellite militaire             | Satellite de télécommunications                   | 3 725 kg                        | orbite géostationnaire                                                                        | 2005-041B                     | CNES, DGA                        | Alcatel Alenia Space                         | |
| CALIPSO         | 28/04/2006     | Delta II                                            | Vandenberg     | Observation de la Terre         | Étude impact radiatif nuages et aérosols          | 635 kg                          | 676 km × 687 km, 98,2°                                                                        | 2006-016B                     | CNES, NASA                       | Alcatel Space                                | [ 3 ] |
| Syracuse 3B     | 11/08/2006     | Ariane 5 GS                                         | Kourou         | Satellite militaire             | Satellite de télécommunications                   | 3 725 kg                        | orbite géostationnaire                                                                        | 2006-033B                     | CNES, DGA                        | Alcatel Alenia Space                         | |
| CoRoT           | 27/12/2006     | Soyouz-1b/Fregat                                    | Baïkonour      | Satellite scientifique          | Astronomie - détection exoplanètes                | 668 kg                          | 850 km, 90°                                                                                   | 2006-063A                     | CNES, ESA                        |                                              | [ 4 ] |
| Jason-2         | 20/06/2008     | Delta II 7320-10C                                   | Vandenberg     | Observation de la Terre         | Altimétrie océanographique                        | 553 kg                          | 1336 km × 1336 km, 66°                                                                        | 2008-032A                     | CNES, NASA NOAA, Eumetsat        |                                              | [ 1 ] |
| SPIRALE         | 12/02/2009     | Ariane 5 ECA                                        | Kourou         | Satellite militaire             | Satellite d'alerte précoce                        | 2 × 117 kg                      | 600 km × 36 000 km                                                                            | 2009-008C                     | CNES , DGA                       | EADS Astrium Alcatel Space                   | Satellite expérimental                                                                                                  |
| Helios 2B       | 18/12/2009     | Ariane 5 GS                                         | Kourou         | Satellite militaire             | Reconnaissance optique                            | 4 200 kg                        |                                                                                               | 2009-073A                     | CNES , DGA                       | EADS Astrium                                 | |
| Picard          | 15/06/2010     | Dnepr                                               | Dombarovski    | Satellite scientifique          | Héliophysique                                     | 150 kg                          | 725 km                                                                                        | 2010-028A                     | CNES ONERA                       |                                              | [ 5 ] |
| Megha-Tropiques | 12/10/2011     | PSLV                                                | Satish Dhawan  | Observation de la Terre         | Observation de l'atmosphère tropiques             | 1 000 kg                        | 865 km, 20°                                                                                   | 2011-058A                     | CNES, ISRO                       |                                              | |
| Pléiades 1A     | 17/12/2011     | Soyouz-Fregat                                       | Kourou         | Observation de la Terre         | Imagerie satellite                                | 970 kg                          | 695 km × 695 km, 98,2°                                                                        | 2011-076F                     | CNES                             | EADS Astrium, Alcatel                        | Usage mixte civil/militaire                                                                                             |
| Elisa           | 17/12/2011     | Ariane 5 ECA                                        | Kourou         | Satellite militaire             | Satellite d'écoute électronique                   | 4 × 120 kg                      |                                                                                               | 2011-076A                     | CNES, DGA                        | EADS Astrium                                 | Satellite expérimental (x4)                                                                                             |
| SPOT 6          | 9/09/2012      | PSLV-CA                                             | Satish Dhawan  | Observation de la Terre         | Imagerie satellite                                | 712 kg                          | 695 km × 695 km, 98,2°                                                                        | 2012-047A                     | CNES                             | EADS Astrium                                 | |
| Pléiades 1B     | 2/12/2012      | Soyouz-Fregat                                       | Kourou         | Observation de la Terre         | Imagerie satellite                                | 970 kg                          | 695 km × 695 km, 98,2°                                                                        | 2012-068A                     | CNES                             | EADS Astrium, Alcatel                        | Usage mixte civil/militaire                                                                                             |
| SARAL           | 25/02/2013     | PSLV                                                | Satish Dhawan  | Observation de la Terre         | Altimétrie océanographique                        | 400 kg                          | 800 km , 98,55°                                                                               | 2013-009A                     | CNES, ISRO                       |                                              | [ 7 ] |
| Athéna-Fidus    | 06/02/2014     | Ariane 5 ECA                                        | Kourou         | Satellite militaire             | Satellite de télécommunications                   | 3 080 kg                        | orbite géostationnaire                                                                        | 2014-006B                     | CNES, DGA ASI                    | Thales Alenia Space                          | [ 8 ] |
| SPOT 7          | 30/06/2014     | PSLV-CA                                             | Satish Dhawan  | Observation de la Terre         | Imagerie satellite                                | 712 kg                          | 695 km × 695 km, 98,2°                                                                        | 2014-034A                     | CNES                             | EADS Astrium                                 | Satellite ensuite vendu à l’Azerbaïdjan et renommé Azersky.                                                             |
| Sicral 2        | 06/02/2014     | Ariane 5 ECA                                        | Kourou         | Satellite militaire             | Satellite de télécommunications                   | 3 000 kg                        | orbite géostationnaire                                                                        | 2015-022B                     | CNES, DGA ASI                    | Thales Alenia Space                          | Autre désignation Syracuse 3C                                                                                           |
| Jason-3         | 17/01/2016     | Falcon 9 1.1                                        | Vandenberg     | Observation de la Terre         | Altimétrie océanographique                        | 553 kg                          | 1 336 km × 1 336 km, 66°                                                                      | 2016-002A                     | CNES, NASA NOAA, Eumetsat        |                                              | [ 10 ] |
| Microscope      | 25/04/2016     | Soyouz-Fregat                                       | Kourou         | Satellite scientifique          | Vérification du principe d'équivalence faible     | 303 kg                          | 711 km, 98,2°                                                                                 | 2016-025B                     | CNES ONERA                       |                                              | [ 11 ] |
| Vénμs           | 02/08/2017     | Vega                                                | Kourou         | Observation de la Terre         | Imagerie satellite                                | 250 kg                          | 720 km, 98°                                                                                   | 2017-044B                     | CNES Agence spatiale israélienne |                                              | [ 12 ] |
| CFOSAT          | 29/10/2018     | Longue Marche 2C                                    |                | Observation de la Terre         | Mesure des vents et vagues océaniques             | 600 kg                          | 519 km, 97°                                                                                   | 2018-083A                     | CNES CNSA                        | Airbus Defence and Space                     | [ 13 ] |
| CSO 1           | 19/12/2018     | Soyouz-Fregat                                       | Kourou         | Satellite militaire             | Reconnaissance optique                            | 3 500 kg                        | 800 km, 98°                                                                                   | 2018-106A                     | CNES, DGA                        | Airbus Defence and Space Thales Alenia Space | [ 14 ] |
| TARANIS         | 17/11/2020     | Vega                                                | Kourou         | Observation de la Terre         | Étude des phénomènes lumineux transitoires        | 175 kg                          | 670 km, 98°                                                                                   |                               | CNES                             |                                              | Échec du lancement |
| Sentinel 6A     | 21/11/2020     | Falcon 9                                            | Vandenberg     | Observation de la Terre         | Altimétrie océanographique                        | ~1 000 kg                       | 1336 km × 1336 km, 66°                                                                        | 2020-086A                     | CNES, NASA NOAA, Eumetsat        | Airbus Defence and Space Thales Alenia Space | Autre désignation Jason-CS 1                                                                                            |
| CSO 2           | 29/12/2020     | Soyouz-Fregat                                       | Kourou         | Satellite militaire             | Reconnaissance optique                            | 3 500 kg                        |                                                                                               | 2020-104A                     | CNES, DGA                        | Airbus Defence and Space Thales Alenia Space | [ 14 ] |
| Pléiades Neo 3  | 29/04/2021     | Vega                                                | Kourou         | Observation de la Terre         | Imagerie satellite                                | 920 kg                          | 628 km, 97,9°                                                                                 | 2021-034A                     | Airbus Defence and Space         | Airbus Defence and Space                     | Usage mixte civil/militaire                                                                                             |
| Pléiades Neo 4  | 16/08/2021     | Vega                                                | Kourou         | Observation de la Terre         | Imagerie satellite                                | 920 kg                          |                                                                                               | 2021-073E                     | Airbus Defence and Space         | Airbus Defence and Space                     | Usage mixte civil/militaire                                                                                             |
| Syracuse 4A     | 23/10/2021     | Ariane 5 ECA                                        | Kourou         | Satellite militaire             | Satellite de télécommunications                   | 3 500 kg                        |                                                                                               | 2021-095B                     | CNES, DGA                        | Thales Alenia Space                          | |
| CERES           | 16/11/2021     | Vega                                                | Kourou         | Satellites militaires           | Satellites d'écoute électronique                  | 3 x 200 kg                      | 672 km, 75°                                                                                   | 2021-105A 2021-105B 2021-105C | CNES, DGA                        | Airbus Defence and Space Thales Alenia Space | Constellation de 3 satellites                                                                                           |
| SWOT            | 16/12/2022     | Falcon 9                                            | Vandenberg     | Observation de la Terre         | Altimétrie océanographique                        | ~ 2 000 kg                      | 890 km × 890 km, 77.6°                                                                        | 2022-173A                     | CNES, NASA CSA                   | Thales Alenia Space                          | [ 18 ] |
| Pléiades Neo 5  | 21/12/2022     | Vega-C                                              | Kourou         | Observation de la Terre         | Imagerie satellite                                | ~750 kg                         |                                                                                               |                               | Airbus Defence and Space         | Airbus Defence and Space                     | Usage mixte civil/militaire. Échec du lancement                                                                         |
| Pléiades Neo 6  | 21/12/2022     | Vega-C                                              | Kourou         | Observation de la Terre         | Imagerie satellite                                | ~750 kg                         |                                                                                               |                               | Airbus Defence and Space         | Airbus Defence and Space                     | Usage mixte civil/militaire. Échec du lancement                                                                         |
| Syracuse 4B     | 05/07/2023     | Ariane 5 ECA                                        | Kourou         | Satellite militaire             | Satellite de télécommunications                   | 3 500 kg                        | orbite géostationnaire                                                                        |                               | CNES, DGA                        | Airbus Defence and Space Thales Alenia Space | Dernier lancement Ariane 5                                                                                              |

## Missions planifiées
| Satellite | Date lancement | Lanceur          | Base de lancement | Type                    | Mission                | Masse    | Orbite        | Identifiant COSPAR | Opérateur (s) | Constructeur                                 | Autre caractéristique Référence |
| --------- | -------------- | ---------------- | ----------------- | ----------------------- | ---------------------- | -------- | ------------- | ------------------ | ------------- | -------------------------------------------- | ------------------------------- |
| SVOM      | en 2024        | Longue Marche 2C |                   | Satellite scientifique  | Sursauts gamma         | 930 kg   |               |                    | CNES, CNSA    |                                              | [ 19 ]                          |
| MicroCarb | en 2025        |                  |                   | Observation de la Terre | Mesure CO2             | 170 kg   | 650 km, 98°   |                    | CNES          | Airbus Defence and Space                     | [ 20 ]                          |
| MERLIN    | vers 2026      |                  |                   | Observation de la Terre | Mesure du méthane      | 400 kg   | 506 km, 97,4° |                    | CNES DLR      | Airbus Defence and Space                     | [ 21 ]                          |
| CSO 3     | vers 2025      |                  |                   | Satellite militaire     | Reconnaissance optique | 3 500 kg |               |                    | CNES, DGA     | Airbus Defence and Space Thales Alenia Space | [ 14 ]                          |
|           |                |                  |                   |                         |                        |          |               |                    |               |                                              |                                 |

## CubeSats
| Satellite  | Date lancement | Lanceur | Base de lancement | Type                   | Mission                                   | Masse     | Orbite          | Identifiant COSPAR | Opérateur (s)                                       | Constructeur | Autre caractéristique Référence |
| ---------- | -------------- | ------- | ----------------- | ---------------------- | ----------------------------------------- | --------- | --------------- | ------------------ | --------------------------------------------------- | ------------ | ------------------------------- |
| ROBUSTA 1A | 13/02/2012     | Vega    | Kourou            | Satellite expérimental | Analyse dégradation électronique spatiale | Format 1U | 450 km x 300 km | 2012-006H          | CNES Centre spatial universitaire Montpellier-Nîmes |              | [ 22 ]                          |